# Svensk gangsterrap
Svensk gangsterrap, även kallad för ortenrap är en undergenre inom svensk hiphop som främst kännetecknas av beskrivningar av sociala problem och kriminalitet i en svensk kontext. Låttexter om social ojämlikhet, orättvisa, samt segregation genomsyrar också svensk gangsterrap. Genren har sina rötter i den svenska hiphopen på 90-talet, men blev en egen, distinkt genre runt 2008 i och med gruppen Kartellen, då låttexterna blev mer transparenta och budskapet mer dystopiskt. Under 2010-talet fortsatte denna utveckling med beskrivningar om kriminella handlingar och våldsdåd som blev grövre. Svensk gangsterrap blev uppmärksammat i svenska medier i och med mordet på Einár år 2021, samt den våldsvåg som det skedde under. Genren har varit kontroversiell på grund av kopplingar till och påstådd glorifiering av kriminella nätverk. Svensk gangsterrap har trots detta varit fortsatt framträdande inom populärmusiken i Sverige.

## Karakteristik
Låtarna inom svensk gangsterrap påbörjas eller avslutas ofta låten av en producer tag, en sorts signatur från musikproducenten. Genren har ofta musikaliska influenser från USA, Storbritannien, Karibien och Västafrika. Svensk gangsterrap kännetecknas också av dova basgångar och har beskrivits som en musikaliskt "spretig genre", med inslag av snabb dansmusik, drill-rap, gitarrpop och afrobeat. Låttexterna kännetecknas främst av beskrivningar av kriminalitet, sociala problem och orättvisa. Vissa av artisterna väljer att inkludera lokala kopplingar i deras artistnamn, exempelvis Yasin Byn eller VC Barre, där "Byn" och "VC" står för Rinkeby respektive Valsta Centrum.
Svensk gangsterrap har även jämförts med drill rap, en amerikansk musikgenre som härstammar från Chicago. Denna genre har varit kontroversiell i USA och Storbritannien, på liknande grunder som gangsterrap i Sverige. Likt svensk gangsterrap är låttexternas nihilistiska teman, lokala tilltal och gängkopplingar kännetecken för drill-genren. Trots detta menar journalisten Kristoffer Viita att de två genrerna är musikaliskt distinkta från varandra, svensk gangsterrap är mer melodisk och rappen har snabbare flyt.

## Genombrott i Sverige
Musikgruppen Kartellen slog igenom i mitten av 00-talet och lade grunden för gangsterrap i Sverige. Kartellen löstes upp 2016 och förutom dem var gangsterrapen länge nästan obefintlig i Sverige, ända fram till 2019 då dessa singlar och album toppade Högsta placering på Sverigetopplistan:
| Vecka | Artist               | Titel            | Veckolista | Första placering | Högsta placering |
| ----- | -------------------- | ---------------- | ---------- | ---------------- | ---------------- |
| 2     | Ant Wan              | Wow              | Album      | 1                | 1                |
| 7     | Einár                | Katten i trakten | Singlar    | 7                | 1                |
| 10    | Z.E                  | Min Penna Blöder | Album      | 21               | 1                |
| 24    | Einár                | Första klass     | Singlar    | 1                | 1                |
| 25    | Einár                | Första klass     | Album      | 2                | 1                |
| 35    | Einár                | Nu vi skiner     | Singlar    | 5                | 1                |
| 36    | Dree Low (ft. Einár) | Flawless         | Album      | 1                | 1                |
| 37    | Einár                | Nummer 1         | Album      | 5                | 1                |
| 37    | Dree Low (ft. Einár) | Pippi            | Singlar    | 4                | 1                |
| 48    | Ant Wan              | Kapitel 21       | Album      | 1                | 1                |
| 48    | Z.E                  | Sverige Vet      | Album      | 1                | 1                |
| 49    | 1.Cuz                | 1 ÅR             | Album      | 1                | 1                |
| 51    | Yasin & Dree Low     | XO               | Singlar    | 1                | 1                |

## Kritik
Svensk gangsterrap har varit kontroversiell, främst på grund av dess kopplingar till och påstådd glorifiering av kriminella nätverk och en kriminell livsstil. Trots detta menar ofta artisterna själva på att de snarare skildrar den verklighet som de lever i, kulturskribenten Jenny Högström har likställt genren med en samtida arbetarlitteratur. Den våg av kritik som genren mottagit har beskrivits som en "moralpanik", i synnerhet eftersom det saknas vetenskapliga belägg för ett orsaksband mellan svensk gangsterrap och kriminalitet. Vissa artister inom genren har tagit avstånd från den, framstående gangsterrapparen Dree Low valde år 2022 att avsluta sin karriär för att "fokusera på det som är bättre" och "dedikera [sin] energi åt det positiva".